# Emily Procter
Emily Mallory Procter Jones, también conocida como Emily Procter (Raleigh, Carolina del Norte, 8 de octubre de 1968), es una actriz estadounidense.
Asistió a la Universidad de Carolina del Este y después de graduarse trabajó como chica del tiempo antes de trasladarse a Los Ángeles, en donde participó con diversos papeles menores en películas como Jerry Maguire (1996). Ha aparecido varias veces en la serie de la NBC El ala oeste de la Casa Blanca como la abogada Ainsley Hayes. Después de eso ha interpretado el papel que le ha dado más fama, la detective Calleigh Duquesne en la serie de la CBS CSI: Miami. En 2013,  interpretó a Amanda Callaway en la cadena USA Network en el drama criminal White Collar.

## Biografía

### Primeros años
Procter fue adoptada cuando era una bebé por William Procter, médico general, y Barbara Jones, una trabajadora voluntaria, y creció en Raleigh, North Carolina. Tenía solamente 3 años cuando sus padres se divorciaron. Ella tiene un hermano menor, Whit, quien también es adoptado.
Procter se graduó de Ravenscroft School en Raleigh. Mientras estaba en East Carolina University se convirtió en una miembro de la fraternidad Alpha Delta Pi. Después de recibir su título en periodismo y baile en East Carolina trabajó como la presentadora del clima en WNCT-TV en Greenville, North Carolina.

## Filmografía

### Televisión
| Año           | Título                                       | Rol               | Notas                                             |
| ------------- | -------------------------------------------- | ----------------- | ------------------------------------------------- |
| 1995          | Renegade                                     | Brenda            | Episodio: "Living Legend"                         |
| 1995          | Platypus Man                                 | Mindy             | Episodio: "NYPD Nude"                             |
| 1995          | Friends                                      | Annabel           | Episodio: "The One with the Breast Milk"          |
| 1996          | Lois & Clark: The New Adventures of Superman | Lana Lang         | Episodio: "Tempus, Anyone?"                       |
| 1997          | Just Shoot Me!                               | Anchorwoman       | 2 episodios                                       |
| 1997          | The Dukes of Hazzard: Reunion!               | Mavis             |                                                   |
| 1997          | Early Edition                                | Colleen Damski    | Episodio: "A Regular Joe"                         |
| 2000–02, 2006 | The West Wing                                | Ainsley Hayes     | 12 episodios                                      |
| 2002          | CSI: Crime Scene Investigation               | Calleigh Duquesne | CSI: Miami’s backdoor pilot "Cross Jurisdictions" |
| 2002–12       | CSI: Miami                                   | Calleigh Duquesne | Main role (231 episodios)                         |
| 2013          | White Collar                                 | Amanda Callaway   | 2 episodes                                        |

### Cine
| Año  | Título              | Rol                  | Notas |
| ---- | ------------------- | -------------------- | ----- |
| 1995 | Fast Company        | Roz Epstein          |       |
| 1995 | Leaving Las Vegas   | Debbie               |       |
| 1996 | Crosscut            | Counter Girl         |       |
| 1996 | Jerry Maguire       | Former Girlfriend    |       |
| 1997 | The Girl Gets Moe   | Tammy                |       |
| 1997 | Family Plan         | Julie Robins         |       |
| 1997 | Breast Men          | Laura Pierson        |       |
| 1999 | Guinevere           | Susan Sloane         |       |
| 1999 | Body Shots          | Whitney Bryant       |       |
| 1999 | Forever Fabulous    | Tiffany Dawl         |       |
| 1999 | The Big Tease       | Young Valhenna Woman |       |
| 2001 | Submerged           | Frances Naguin       |       |
| 2006 | Big Momma's House 2 | Leah Fuller          |       |
| 2009 | Barry Munday        | Deborah              |       |
| 2016 | Love Everlasting    | Helen                |       |